# Lalleu
Pour les articles homonymes, voir Lalleu (homonymie).
Lalleu est une commune française située dans le département d'Ille-et-Vilaine, en région Bretagne.

## Géographie
|                                          | Tresbœuf      | La Couyère |
| Tresbœuf (exclave), La Bosse-de-Bretagne | Lalleu        | Thourie    |

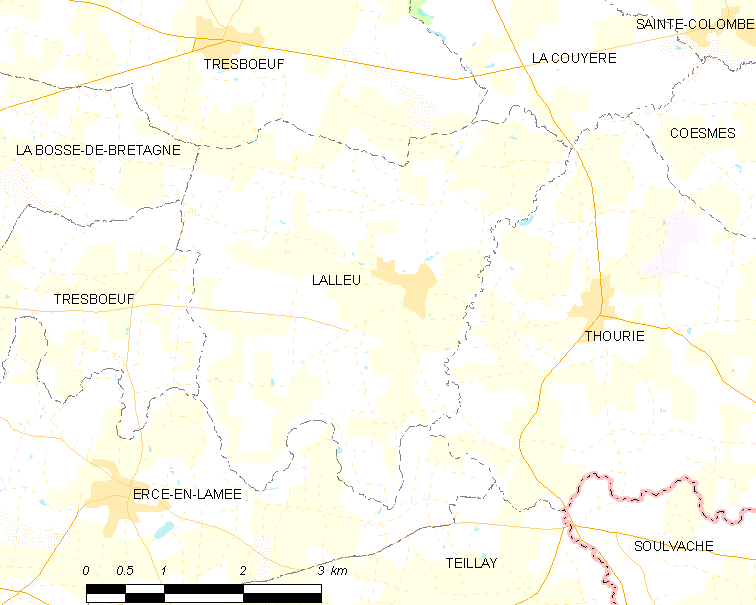
Carte de la commune.

|                                          | Ercé-en-Lamée |            |

### Hydrographie
Pour un article plus général, voir Réseau hydrographique d'Ille-et-Vilaine.
La commune est située dans le bassin Loire-Bretagne. Elle est drainée par le Semnon, le Couyère, les Bruères, la Pictais et le ruisseau des Orgeries,,.
Le Semnon, d'une longueur de 73 km, prend sa source dans la commune de Saint-Erblon et se jette  dans la Vilaine à Saint-Senoux, après avoir traversé 20 communes. 

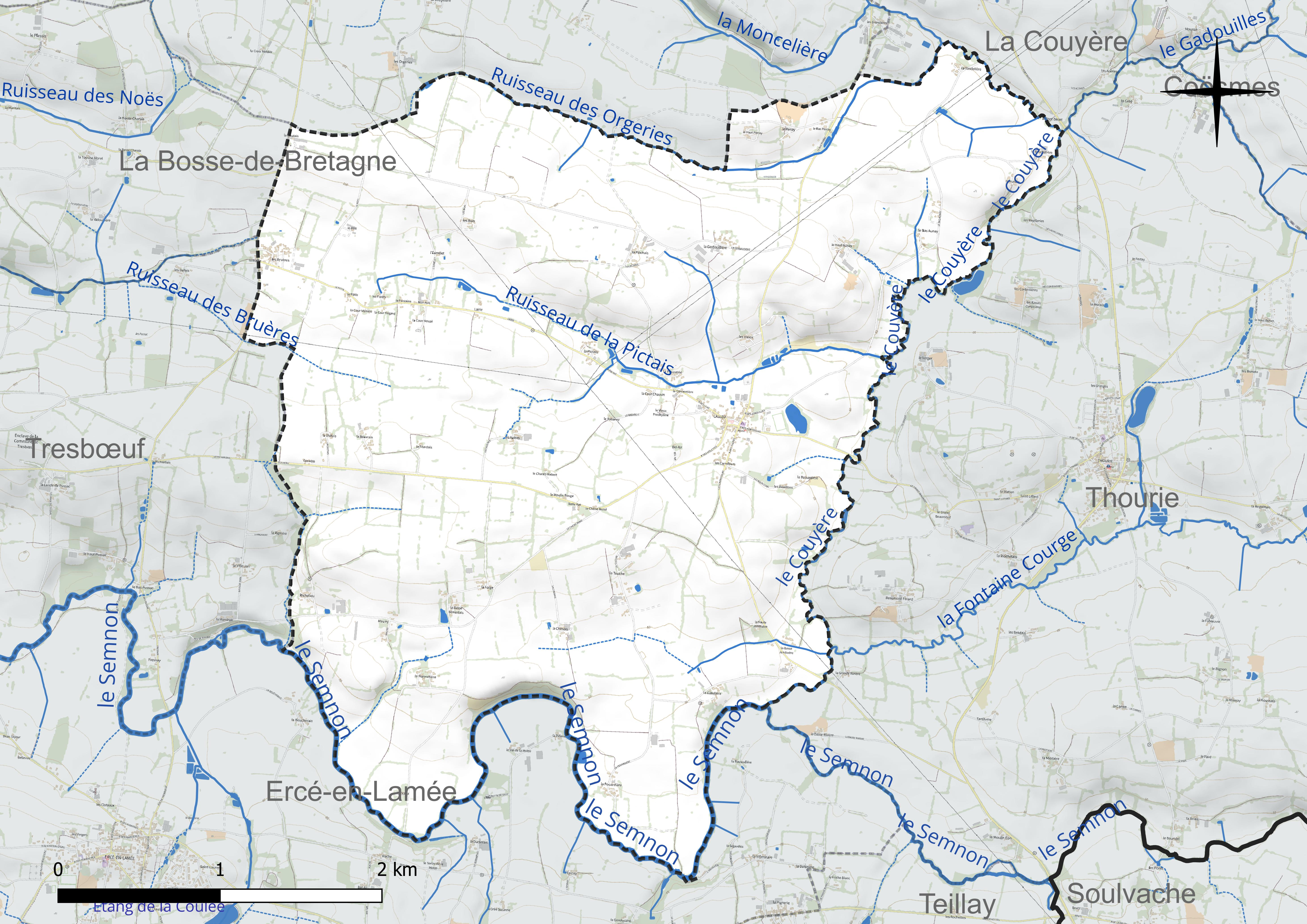
Réseau hydrographique de Lalleu.

Le Couyère, d'une longueur de 14 km, prend sa source dans la commune de Janzé et se jette  dans le Semnon à Thourie, après avoir traversé cinq communes. 

### Climat
Pour des articles plus généraux, voir Climat de la Bretagne et Climat d'Ille-et-Vilaine.
En 2010, le climat de la commune est de type climat océanique altéré, selon une étude du CNRS s'appuyant sur une série de données couvrant la période 1971-2000. En 2020, Météo-France publie une typologie des climats de la France métropolitaine dans laquelle la commune est exposée à un climat océanique et est dans la région climatique  Bretagne orientale et méridionale, Pays nantais, Vendée, caractérisée par une faible pluviométrie en été et une bonne insolation. Parallèlement l'observatoire de l'environnement en Bretagne publie en 2020 un zonage climatique de la région Bretagne, s'appuyant sur des données de Météo-France de 2009. La commune est, selon ce zonage, dans la zone « Sud Est », avec des étés relativement chauds et ensoleillés.  
Pour la période 1971-2000, la température annuelle moyenne est de 11,6 °C, avec une amplitude thermique annuelle de 13,3 °C. Le cumul annuel moyen de précipitations est de 741 mm, avec 12,4 jours de précipitations en janvier et 6,2 jours en juillet. Pour la période 1991-2020, la température moyenne annuelle observée sur la station météorologique la plus proche, située sur la commune d'Arbrissel à 17 km à vol d'oiseau, est de 12,1 °C et le cumul annuel moyen de précipitations est de 718,7 mm,. Pour l'avenir, les paramètres climatiques de la commune estimés pour 2050 selon différents scénarios d'émission de gaz à effet de serre sont consultables sur un site dédié publié par Météo-France en novembre 2022.

## Urbanisme

### Typologie
Au 1er janvier 2024, Lalleu est catégorisée commune rurale à habitat très dispersé, selon la nouvelle grille communale de densité à sept niveaux définie par l'Insee en 2022.
Elle est située hors unité urbaine. Par ailleurs la commune fait partie de l'aire d'attraction de Rennes, dont elle est une commune de la couronne,. Cette aire, qui regroupe 183 communes, est catégorisée dans les aires de 700 000 habitants ou plus (hors Paris),.

### Occupation des sols
L'occupation des sols de la commune, telle qu'elle ressort de la base de données européenne d'occupation biophysique des sols Corine Land Cover (CLC), est marquée par l'importance des territoires agricoles (98,2 % en 2018), une proportion identique à celle de 1990 (98,2 %). La répartition détaillée en 2018 est la suivante : 
terres arables (45,6 %), zones agricoles hétérogènes (44,8 %), prairies (7,8 %), zones urbanisées (1,8 %). L'évolution de l'occupation des sols de la commune et de ses infrastructures peut être observée sur les différentes représentations cartographiques du territoire : la carte de Cassini (XVIIIe siècle), la carte d'état-major (1820-1866) et les cartes ou photos aériennes de l'IGN pour la période actuelle (1950 à aujourd'hui).

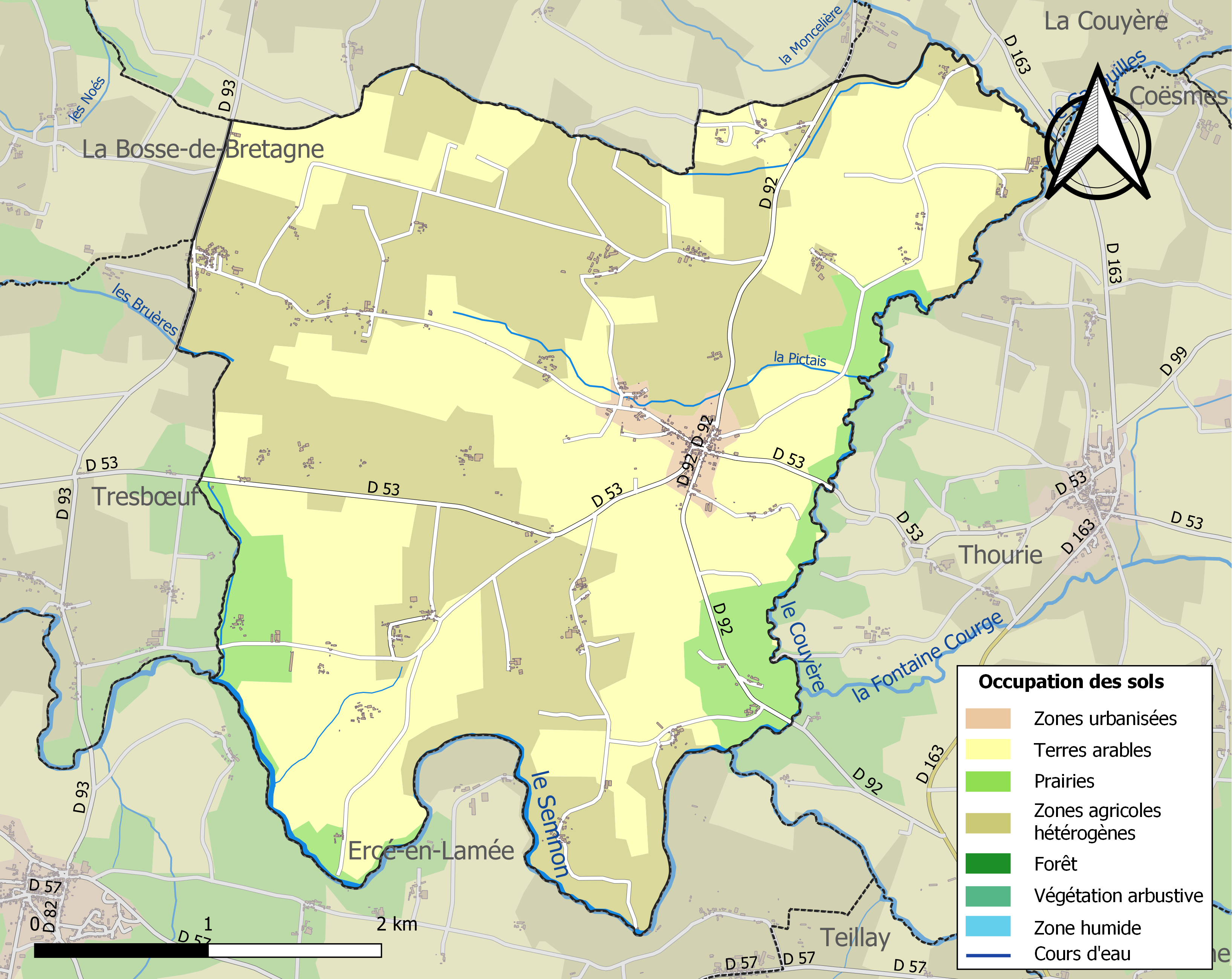
Carte des infrastructures et de l'occupation des sols de la commune en 2018 (CLC).

## Toponymie
Le nom de la localité est attesté sous les formes Allodio au XIIe siècle, Ecclesia Sancti Jovini de Allodio au XVe siècle, Allodium en 1516.
Du latin médiéval allodium venant lui-même du francique allod " Domaine libre d'impôt". En effet le village était au Moyen Âge une terre franche d'impôts, soumise seulement à la juridiction seigneuriale.

## Histoire
Le baron de Châteaubriant, Henri de Bourbon, prince de Condé, déclare en 1680, qu'il est seigneur fondateur de la paroisse de Lalleu. L'ancienne église est d'ailleurs entourée d'une litre aux armes d'Henri de Bourbon. Les paroissiens de Lalleu doivent payer au baron une rente annuelle de 5 sols monnaie. L'argent est récolté le premier dimanche de janvier, à l'issue de la grand'messe par les officiers de la châtellenie de Châteaubriant-à-Teillay.

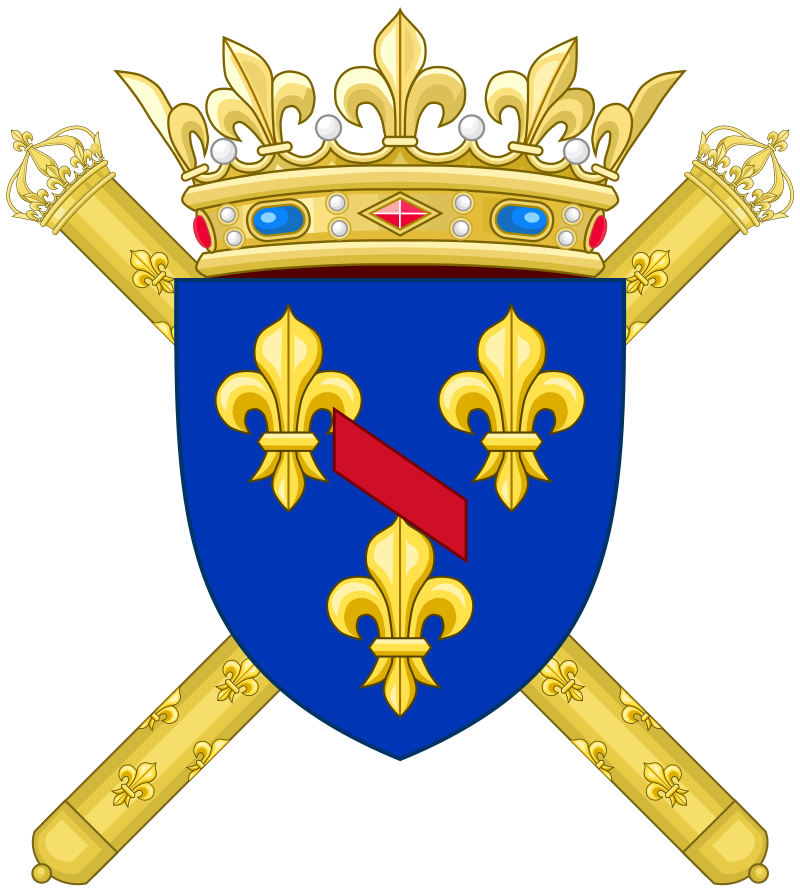
Armes de la famille Bourbon-Conde.

## Politique et administration

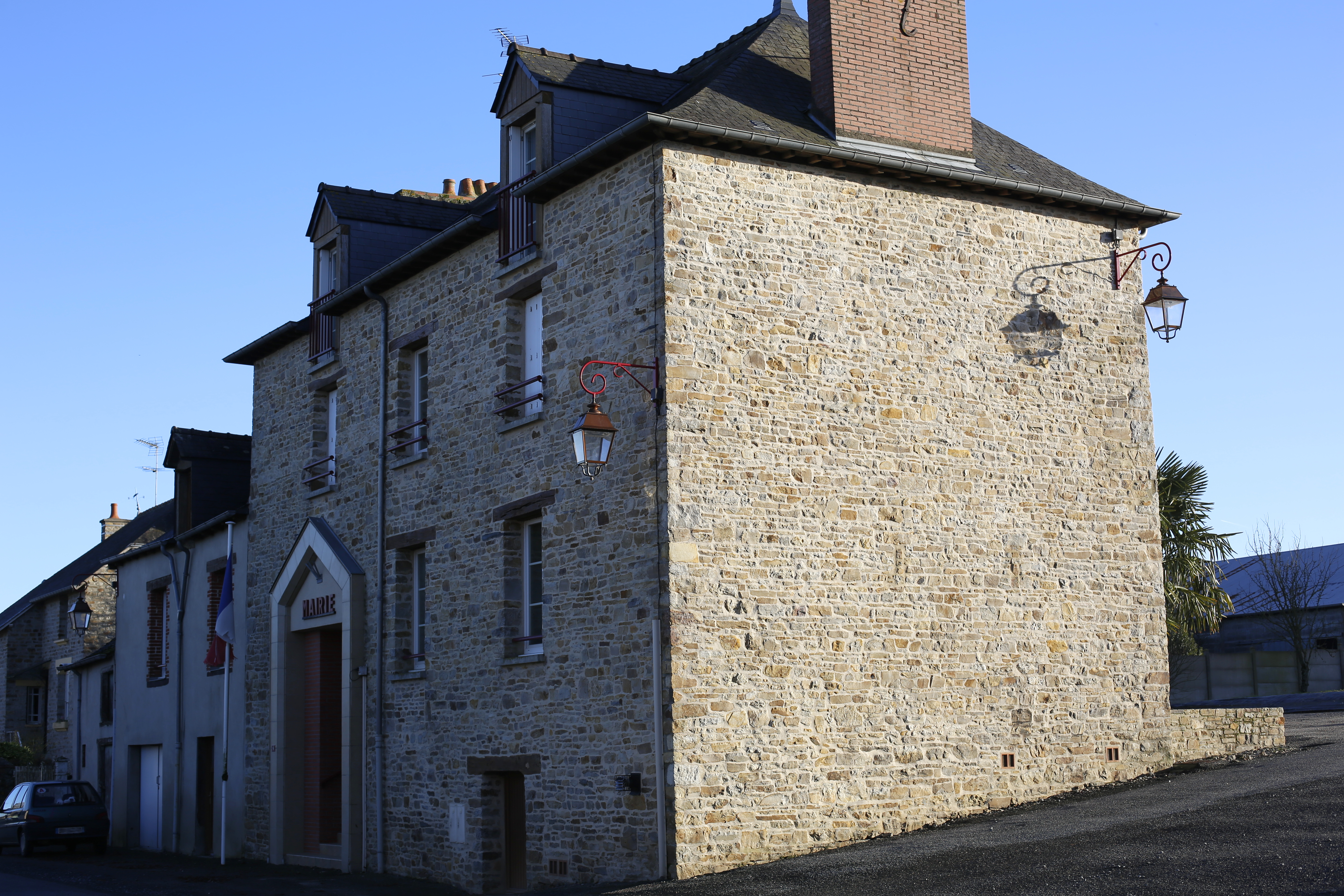
La mairie.

| Période                                  | Période           | Identité              | Étiquette | Qualité |
| ---------------------------------------- | ----------------- | --------------------- | --------- | --- |
| 1945                                     | mars 1956 (décès) | Jean-Marie Douessin   | Rad-soc   | Cultivateur Conseiller général du Sel-de-Bretagne (1945 → 1956) Chevalier de la Légion d'honneur, officier du Mérite agricole |
| Les données manquantes sont à compléter. |                   |                       |           | |
| ?                                        | mai 1973 (décès)  | Jean-Marie Douessin   | Rad-soc   | Officier du Mérite agricole                                                                                                   |
| juin 1973                                | mars 2008         | Guy Desrivières       | DVG       | Commerçant retraité, maire honoraire                                                                                          |
| mars 2008                                | avril 2014        | Bruno Barrel          |           | Cadre commercial |
| avril 2014                               | 23 mai 2020       | Marie-Christine Digue | SE        | Agricultrice |
| 23 mai 2020                              | En cours          | Thierry Lassalle      |           | Retraité de la banque |
| Les données manquantes sont à compléter. |                   |                       |           | |

## Démographie

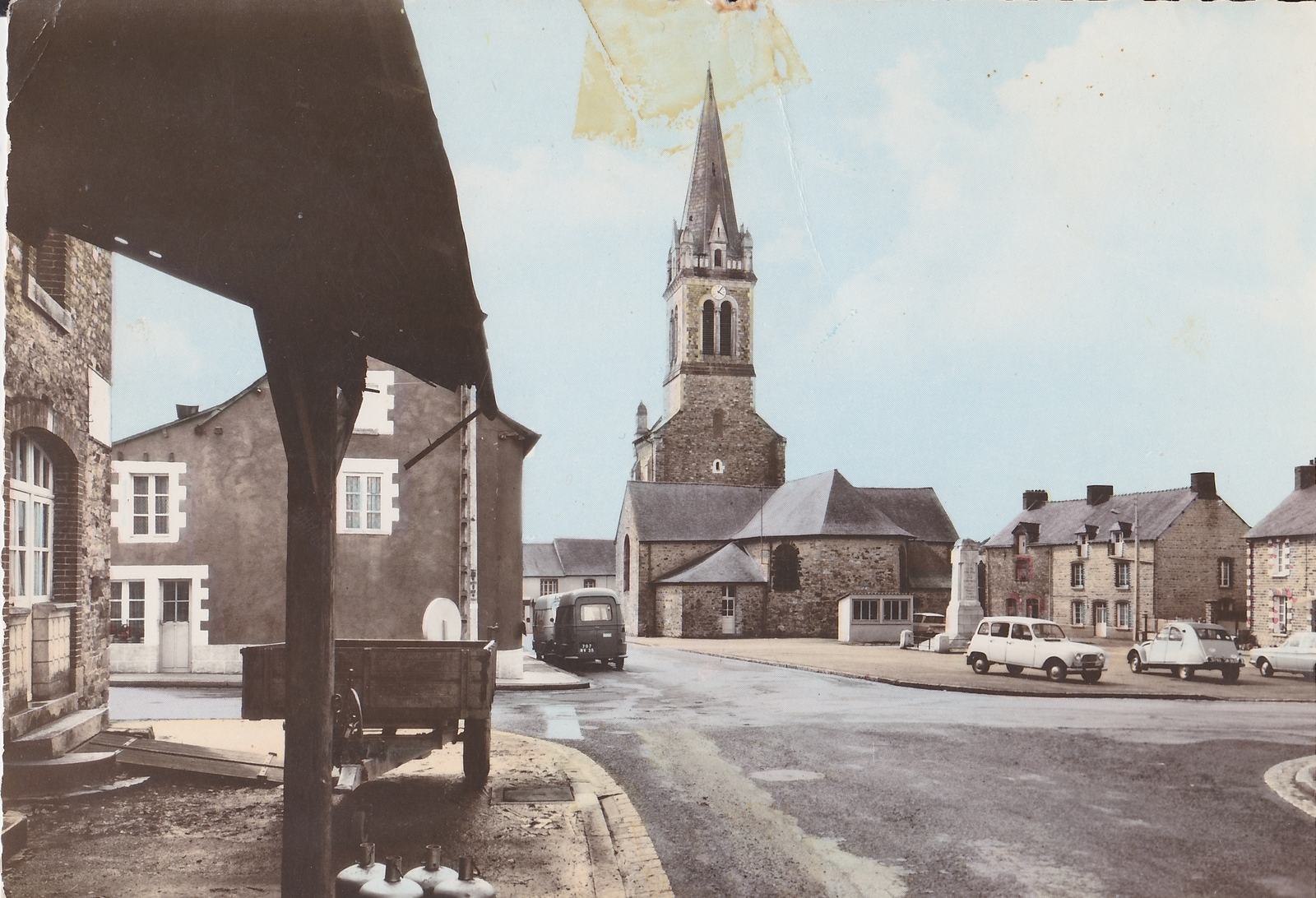
Bourg de Lalleu.

L'évolution du nombre d'habitants est connue à travers les recensements de la population effectués dans la commune depuis 1793. Pour les communes de moins de 10 000 habitants, une enquête de recensement portant sur toute la population est réalisée tous les cinq ans, les populations de référence des années intermédiaires étant quant à elles estimées par interpolation ou extrapolation. Pour la commune, le premier recensement exhaustif entrant dans le cadre du nouveau dispositif a été réalisé en 2007.

En 2022, la commune comptait 581 habitants, en évolution de +0,69 % par rapport à 2016 (Ille-et-Vilaine : +5,46 %, France hors Mayotte : +2,11 %).
| 1793 | 1800 | 1806 | 1821 | 1831 | 1836 | 1841 | 1846 | 1851 |
| ---- | ---- | ---- | ---- | ---- | ---- | ---- | ---- | ---- |
| 780  | 651  | 772  | 879  | 831  | 840  | 792  | 789  | 843  |

| 1856 | 1861 | 1866 | 1872 | 1876 | 1881  | 1886  | 1891  | 1896  |
| ---- | ---- | ---- | ---- | ---- | ----- | ----- | ----- | ----- |
| 836  | 891  | 937  | 809  | 957  | 1 025 | 1 163 | 1 085 | 1 071 |

| 1901 | 1906 | 1911 | 1921 | 1926 | 1931 | 1936 | 1946 | 1954 |
| ---- | ---- | ---- | ---- | ---- | ---- | ---- | ---- | ---- |
| 995  | 940  | 866  | 774  | 713  | 733  | 741  | 736  | 712  |

| 1962 | 1968 | 1975 | 1982 | 1990 | 1999 | 2006 | 2007 | 2012 |
| ---- | ---- | ---- | ---- | ---- | ---- | ---- | ---- | ---- |
| 679  | 588  | 506  | 460  | 445  | 469  | 545  | 555  | 598  |

| 2017 | 2022 | - | - | - | - | - | - | - |
| ---- | ---- | - | - | - | - | - | - | - |
| 567  | 581  | - | - | - | - | - | - | - |

## Personnes liées à la commune
Louis Durand fut le directeur de l'école publique de Lalleu, de 1925 à 1932.